# يوليا بورزوفا
يوليا بورزوفا (بالإنجليزية: Yulia Borzova) (من مواليد 14 يناير 1981) هي متسابقة أوزبكستانية في ركوب الكنو التي تتنافس منذ منتصف العقد الأول من القرن الحالي. في دورة الألعاب الأولمبية الصيفية 2004 في أثينا تم إقصائها في الدور قبل النهائي لسباق ك1 500 متر. في دورة الألعاب الأولمبية الصيفية 2012 تم إقصائها في الدور نصف النهائي أيضا في سباقي ك1 200 متر وك1 500 متر.

## روابط خارجية
- يوليا بورزوفا على موقع أوليمبيديا (الإنجليزية)